# Jorge Gabrich
Jorge Luis Luján Gabrich Cinalli (Chovet, 14 ottobre 1963) è un ex calciatore argentino, di ruolo attaccante.

## Caratteristiche tecniche
Giocava come attaccante, ricoprendo il ruolo di centravanti.

## Carriera

### Club
Agli inizi della sua carriera si ispirò a Norberto Alonso; le prime esperienze calcistiche lo videro esprimersi su buoni livelli nel campionato di Venado Tuerto, nella Provincia di Santa Fe, approdando poco dopo al settore giovanile del Newell's di Rosario. Nell'ultimo incontro del Campeonato Nacional 1981 fu fatto entrare a dieci minuti dalla fine, debuttando così nella massima serie argentina, e realizzò due gol. Fino al 1983 rimase con il club dalla maglia rosso-nera, trasferendosi in seguito in Spagna, firmando per il Barcellona. Lì, data la contemporanea presenza di altri elementi maggiormente affermati in rosa, viene incluso nei ranghi della squadra riserve, giocandovi tre incontri e segnando un gol. Con l'infortunio di Diego Maradona Gabrich fu promosso in prima squadra, arrivando a presenziare per due volte con la compagine catalana: debuttò contro il Valencia, sostituendo Juan Carlos Pérez Rojo al 70º minuto. La seconda e ultima gara con il Barcellona fu quella tenuta il 20 novembre 1983 al Camp Nou contro la Real Sociedad, in cui gli furono concessi 24 minuti. Con il ritorno di Maradona in campo Gabrich fu escluso dai titolari, ma non potendo tornare nella formazione delle riserve per esaurimento di posti disponibili dovette rimanere ad allenarsi con la prima squadra, senza trovare ulteriormente spazio. Nel gennaio 1985 lasciò il club per trasferirsi in prestito dapprima al Vélez e all'Instituto in patria e poi allo Stade Reims in Francia, ancora legato al Barcellona per via del contratto (con scadenza 1989). Tornò poi al Newell's, dove fu il titolare scelto da Marcelo Bielsa per il ruolo di centravanti nella stagione 1988-1989. Si trasferì poi all'Irapuato, in Messico, chiudendo la carriera nel paese centramericano dopo aver giocato molti incontri in Primera División de México.

### Nazionale
Gabrich fu convocato da Carlos Pachamé per il campionato del mondo Under-20 1983, in programma in Messico. Il commissario tecnico della selezione U-20 gli affidò la fascia di capitano e il ruolo di attaccante titolare. Debuttò contro la Cina under 20, segnando il gol dell'1-0 al 15º minuto; nell'incontro seguente contro l'Austria under 20 realizzò una doppietta, al 13º e al 28º minuto, intervallata dal gol di Zárate al 20º. Andò a segno ancora una volta contro la Cecoslovacchia under 20. Nelle seguenti tre gare giocò sempre dall'inizio, ma non riuscì a marcare ulteriori gol.